# Hyphantria brunnea
Hyphantria brunnea är en fjärilsart som beskrevs av John Kern Strecker 1900. Hyphantria brunnea ingår i släktet Hyphantria och familjen björnspinnare. Inga underarter finns listade i Catalogue of Life.